# Adjudant-chef des Forces canadiennes
L'Adjudant-chef des Forces canadiennes (AdjuC FC) (Canadian Forces Chief Warrant Officer en anglais) est la position la plus élevée des sous-officiers dans les Forces canadiennes. Il est du grade d'adjudant-chef s'il vient de la Force terrestre ou de la Force aérienne ou du grade de premier-maître de première classe s'il vient de la Force maritime. Cependant, même s'il est issu de la Force maritime, le titre demeure adjudant-chef des Forces canadiennes. L'Adjudant-chef des Forces canadiennes actuel est Bob McCann, MMM, MSM, CD, depuis le 27 mars 2023.
L'insigne de l'adjudant-chef des Forces canadiennes est les armoiries du Canada, l'insigne du grade d'adjudant-chef et de premier-maître de première classe, entourées de vingt-huit feuilles d'érable. L'insigne de béret est également les armoiries du Canada.